# Turó de l'Espluga Redona

El Turó de l'Espluga Redona, respecte del terme d'Abella de la Conca

El Turó de l'Espluga Redona és una muntanya de 1.209,5 metres d'altitud del terme municipal d'Abella de la Conca, a la comarca del Pallars Jussà.
Es troba a la dreta del barranc de la Vall, al sud-est del Coll de Pi Socarrat. El turó conté, en el seu costat sud-est, la cavitat natural de l'Espluga Redona. Situat al sud-est del Tossal Forner, té els indrets de Moixa i Dansillos a ponent seu, i les Canals del Pau a migdia. És al nord-oest de les Canals del Pau i al sud-est del Coll de Pi Socarrat.

## Etimologia
Es tracta d'un topònim modern, descriptiu: agafa el nom de la cavitat natural que s'obre al vessant sud-oriental del turó.